# Thomas Huber (actor)
Thomas Huber (Munic, 11 de juliol de 1963) és un actor i traductor alemany.

## Vida
Després de graduar-se a l'escola secundària, Huber va completar la formació d'interpretació a la coneguda Folkwangschule a Essen-Werden. Després dels seus primers compromisos als teatres de Bremerhaven i Gießen, Huber va actuar al Nationaltheater Mannheim de 1989 a 1993. Des de 1993 va formar part del conjunt de la Düsseldorfer Schauspielhaus durant set anys. Això va ser seguit per compromisos en teatres internacionals coneguts, com el Schauspiel Frankfurt, el Stadttheater Bern o el Arcola Theatre a Londres, on va interpretar a Wernher von Braun a Dona a la Lluna. A partir del 2005, Huber va ser vist a Schauspiel Leipzig. Des de 2009 forma part del conjunt de la Schauspielhaus Frankfurt.
Des de principis dels anys noranta, Huber també treballa com a actor de cinema i televisió, entre altres coses. a sèries de televisió de diverses parts com ara Der große Bellheim de Dieter Wedel i Der Schattenmann o com a agricultor ecològic bavarès Boris Ecker a Lindenstraße de Hans W. Geißendörfer.
El 2006, Huber va interpretar a la víctima caníbal Simon Grobeck a la pel·lícula Martin Weisz' Rohtenburg. Huber i el seu company de cinema Thomas Kretschmann van guanyar el premi al millor actor tant al Festival Internacional de Cinema Fantàstic de Puchon de Corea del Sud (2006) com al XXXIX Festival Internacional de Cinema Fantàstic de Catalunya ( 2006).
Huber també treballa com a traductor entre altres coses, Notes from Underground d’ Eric Bogosian a l'alemany. També va traduir el musical de Tim Firth Our House de l'anglès a l'alemany.

## Filmografia (selecció)
- 1993: Der große Bellheim (sèrie de televisió de diverses temporades)
- 1995: Der Schattenmann (sèrie de televisió de diverses temporades)
- 1997: Frauenarzt Dr. Markus Merthin (sèrie de televisió)
- 1998–1999: Lindenstraße (sèrie de televisió)
- 1999: Rembrandt
- 2000: Einsatz in Hamburg – Tod am Meer (sèrie de televisió)
- 2000: Tatort: Mauer des Schweigens
- 2001–2008: Die Anstalt – Zurück ins Leben (sèrie de televisió)
- 2001: Natalie – Das Leben nach dem Babystrich
- 2001: Späte Rache (telefilm)
- 2002: Der Rattenkönig (telefilm)
- 2002: Epsteins Nacht
- 2002: Froschkönig (telefilm)
- 2003: Der Bulle von Tölz: Der Heiratskandidat
- 2003: Nachmittag in Siedlisko
- 2004: Judith Kemp (telefilm)
- 2005: Æon Flux
- 2005: Die Rosenheim-Cops – Klassentreffen
- 2006: Eden
- 2006: Elementarteilchen
- 2006: Rohtenburg o Grimm love
- 2006: In aller Freundschaft – Zu zweit allein
- 2007: Lebenswandel
- 2007: Alarm für Cobra 11 – Die Autobahnpolizei – Auf Leben und Tod (sèrie de televisió)
- 2009: Die Bielefeld Verschwörung
- 2009: Frau Böhm sagt Nein (telefilm)
- 2009: Tatort: Schwarzer Peter
- 2009: Stubbe – Von Fall zu Fall: In den Nebel
- 2010: Alpha 0.7 – Der Feind in dir (sèrie de televisió)
- 2011: Schandmal – Der Tote im Berg (telefilm)
- 2011: Die Rosenheim-Cops – Mord ist aller Laster Anfang
- 2011: Tatort: Das erste Opfer
- 2011: In aller Freundschaft – Wer einmal lügt …
- 2012: Zappelphilipp
- 2012: Hubert und Staller – Folge 10: Mord im Schweinestall
- 2012: Tatort: Es ist böse
- 2014: Mordsfreunde – Ein Taunuskrimi
- 2014: Die Rosenheim-Cops – Ein Fall für Marie Hofer
- 2014: Tatort: Mord ist die beste Medizin
- 2015: Alarm für Cobra 11 – Die Autobahnpolizei (sèrie de televisió, Folge: Das letzte Rennen)
- 2015: München 7 (Polizistenserie, Folge: Bombenhochzeit)
- 2015: Wilsberg – 48 Stunden
- 2015: Freundinnen – Alle für eine
- 2016: Die Hochzeit meiner Eltern
- 2016: Notruf Hafenkante – Abgeschoben
- 2017: Hubert und Staller – Folge 91: Steg mit Aussicht
- 2018: In aller Freundschaft – Die jungen Ärzte (sèrie de televisió, Folge Kontrollverlust)
- 2019: Die Bestatterin – Der Tod zahlt alle Schulden (sèrie de televisió)
- 2020: Tatort: Gefangen
- 2020: Lehrerin auf Entzug (sèrie de televisió)
- 2021: Der Rebell – Von Leimen nach Wimbledon
- 2022: In aller Freundschaft – Überreaktionen
- 2022: Hubert ohne Staller – Folge 160: Schützenkönig
- 2023: Der Zürich-Krimi: Borchert und der Mord ohne Sühne
- 2023: Tatort: Das Wunderkind
- 2024: Hubert ohne Staller – Folge 178: Im Auftrag des Teufels

## Lectures a la ràdio
- 2013: E. M. Cioran: Vom Nachteil, geboren zu sein – director: Kai Grehn ( SWR)